# Lenox (Iowa)
Lenox – miasto w Stanach Zjednoczonych, w stanie Iowa, w hrabstwie Adams i Taylor. W 2000 liczyło 1401 mieszkańców.